# Karl von Hasenauer
Karl von Hasenauer (Vienna, 20 luglio 1833 – Vienna, 4 gennaio 1894) è stato un architetto austriaco.

## Biografia
Hasenauer studiò presso l'Accademia di Vienna. Fu allievo di August Sicard von Sicardsburg e Eduard van der Nüll.
Realizzò monumenti neobarocchi a Ringstrasse, Vienna. Fu architetto per l'Esposizione Universale di Vienna nel 1873. Insieme a Gottfried Semper progettò il Kunsthistorisches Museum, il Naturhistorisches Museum (1871–1891), il Burgtheater (1874–1888), la Hermesvilla e il Neue Hofburg (1881 –1894, completato nel 1913).